# Seaman Guard Ohio
Die Seaman Guard Ohio ist ein Wachschiff des privaten Sicherheitsunternehmens AdvanFort. Es geriet in die Schlagzeilen, nachdem es im Oktober 2013 von indischen Kräften festgesetzt wurde, woraufhin sich ein bis heute ungeklärter Rechtsstreit um seinen Einsatz anschloss.

## Geschichte
Das Schiff wurde von der Narasaki-Werft im japanischen Muroran gebaut und 1984 als Kaio Maru an die Präfektur Hokkaido abgeliefert. Die Kaio Maru wurde bis 2011 als Patrouillenboot genutzt und danach veräußert. 2011 erhielt das Schiff den neuen Namen Timor Navigator und im Jahr 2012 wurde es in Seaman Guard Ohio umgetauft. Der US-amerikanische Sicherheitsdienstleister AdvanFort setzte die unter der Flagge Sierra Leones fahrende Seaman Guard Ohio als schwimmende Basis für bewaffnete Sicherheitsdienste auf Handelsschiffen ein.

### Aufbringung und Rechtsstreit
Am 12. Oktober 2013 wurde die Seaman Guard Ohio während einer Bebunkerung auf See von indischen Sicherheitskräften untersucht. Der ursprüngliche Anlass der Untersuchung der indischen Behörden bezog sich auf das unerlaubte Bunkern von steuerbegünstigtem Treibstoff in indischen Hoheitsgewässern. Bei der Durchsuchung des Schiffs fand man die für Anti-Piraten-Einsätze mitgeführten 35 Waffen, 102 Magazine und 5682 Schuss Munition. Daraufhin wurde die komplette Besatzung der Seaman Guard Ohio im Hafen Tuticorin festgesetzt und verhört. In mehreren Anträgen wurde versucht, ein Freikommen der Männer auf Kaution zu erwirken, nach einem Spruch des Madras High Court blieben sie jedoch in Haft. Nachdem auch 60 Tage nach der Festsetzung der Männer keine polizeiliche Anklage vorlag, wurde am 26. Dezember 2013 einer Kaution zugestimmt. Die Kautionszusage wurde am 7. Januar 2014 mit dem Hinweis auf eine Gefährdung der nationalen Sicherheit vom Principal Sessions Court widerrufen. Am 26. März 2014 wurde einem erneuten Kautionsantrag für 33 der Männer stattgegeben und sie kamen am 6. April bis auf den Kapitän und ein weiteres Besatzungsmitglied auf freien Fuß.
In der nächsten Instanz, dem Madras High Court, wurden die zehn Seeleute und fünfzehn Sicherheitskräfte am 10. Juli 2014 von den gegen sie erhobenen Vorwürfen freigesprochen. Die Polizei von Tamil Nadu behielt jedoch ihre Reisepapiere ein und legte im August 2014 Berufung gegen den Freispruch beim Supreme Court ein. Dieser beorderte das Verfahren zur erneuten Verhandlung an das Gericht in Tuticorin und gab dafür eine Frist von sechs Monaten. Das Gericht in Tuticorin befand die Gruppe im Januar 2016 der Übertretung des indischen Waffenrechts für schuldig und verurteilte alle mit dem Verweis auf die nationale Bedrohung Indiens zu fünfjährigen Haftstrafen. Am 27. November 2017 wurden alle Beschuldigten freigesprochen, weil die Anklage nicht habe nachweisen können, dass das Schiff in indischen Hoheitsgewässern aufgebracht worden war.